# Changan X5 Plus

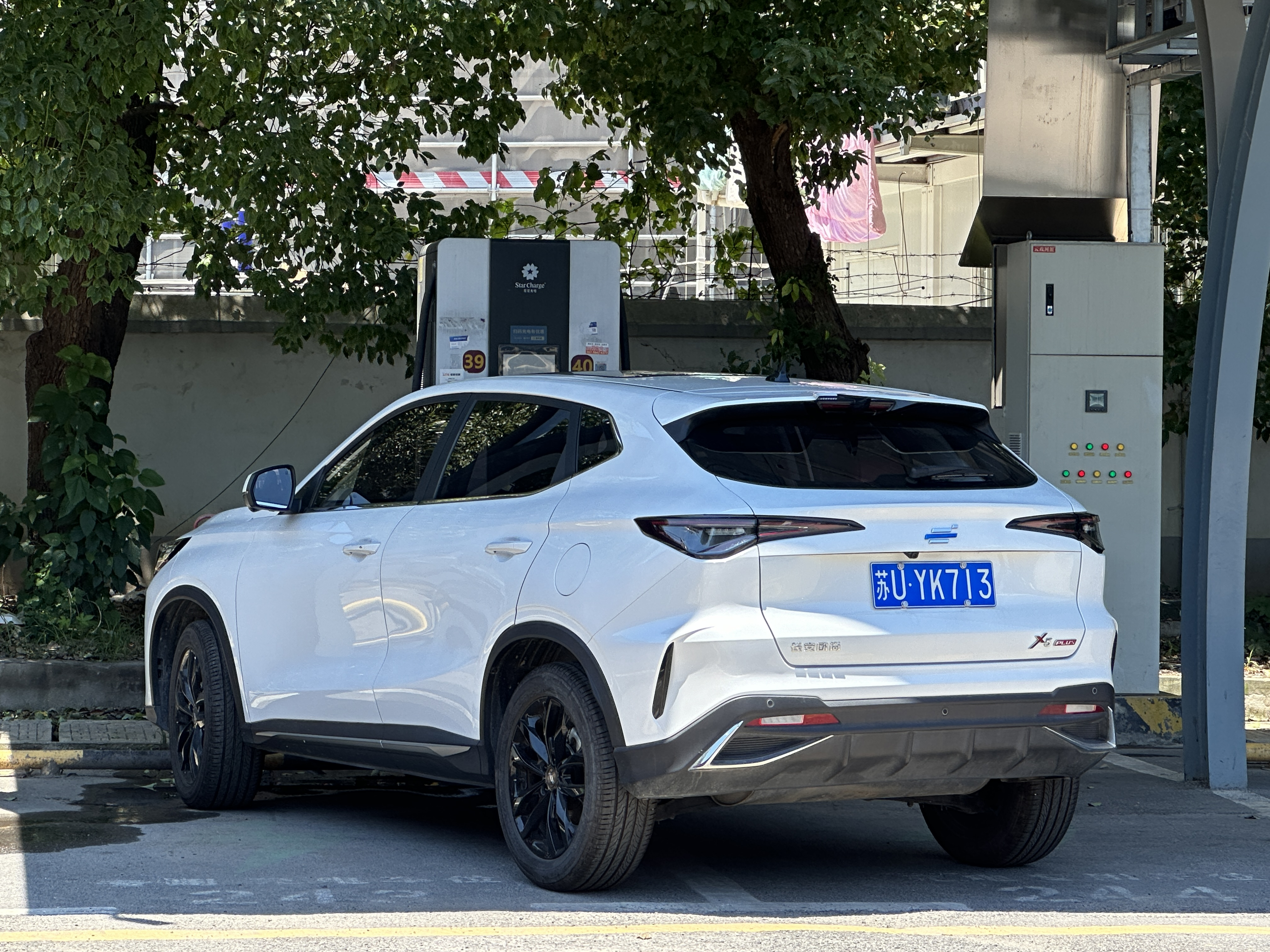
Heckansicht

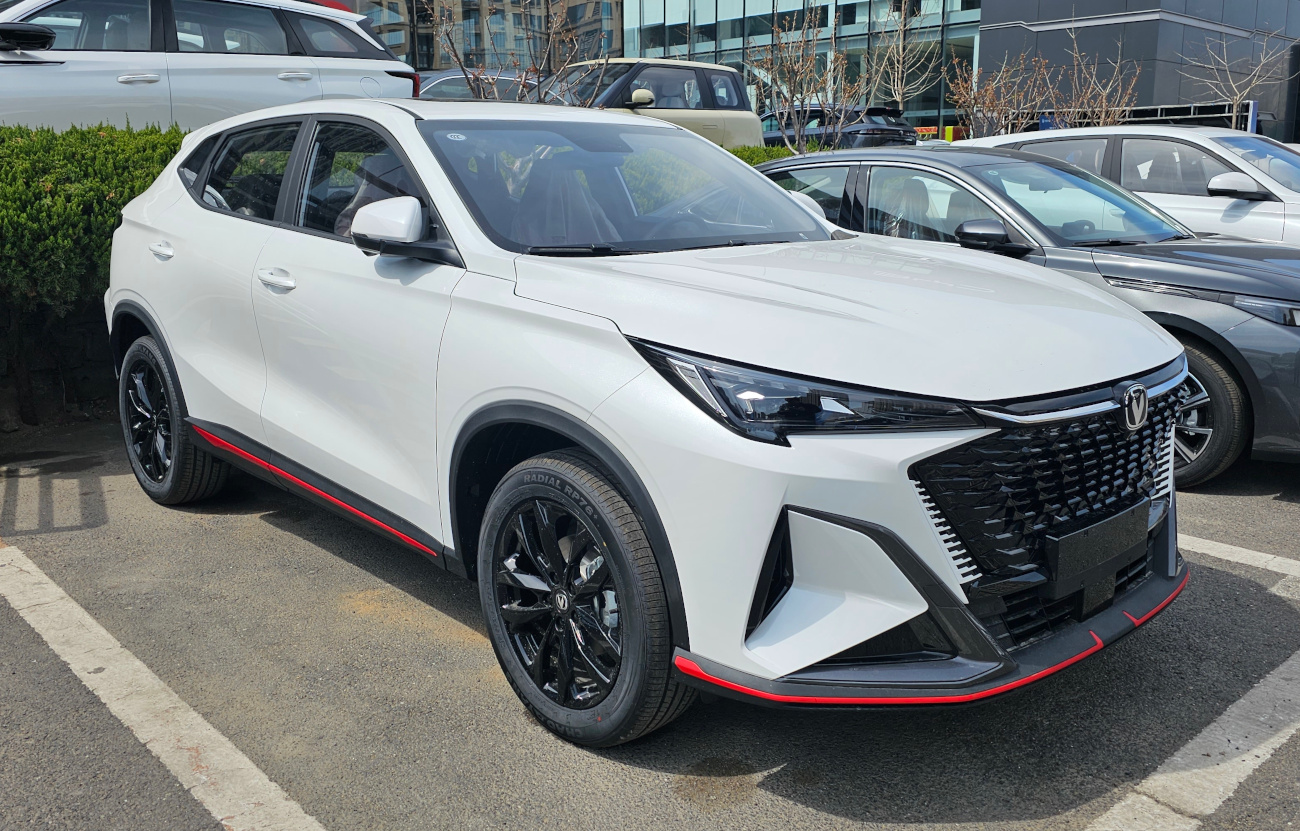
Changan X5 Plus (seit 2024)

Der Changan Oshan X5 Plus ist ein Kompakt-SUV des chinesischen Automobilherstellers Chongqing Changan Automobile Company der Marke Changan und der Submarke Oshan.

## Geschichte
Vorgestellt wurde das Fahrzeug im August 2022 im Rahmen der Chengdu Auto Show. Seit November 2022 wird es auf dem chinesischen Heimatmarkt mit drei Ausstattungslinien verkauft. Eine überarbeitete Version der Baureihe wurde im Dezember 2023 vorgestellt. Sie kam im Februar 2024 in den Handel. Fortan wird sie als Changan X5 Plus vermarktet. Technisch basiert der Oshan X5 Plus auf dem Oshan X5, er ist allerdings fünf Zentimeter länger und hat unter anderem einen neuen Kühlergrill und anders gestaltete Scheinwerfer. Die auf 500 Exemplare limitierte Pioneer Rhythm Edition debütierte im September 2023.

## Technische Daten
Angetrieben wird der Oshan X5 Plus von einem 1,5-Liter-Ottomotor. Er in der stärkeren Version hat ein 7-Stufen-Doppelkupplungsgetriebe und soll dann aus dem Stand in 7,5 Sekunden auf 100 km/h beschleunigen. An der Vorderachse kommt eine MacPherson-Radaufhängung und an der Hinterachse eine Mehrlenker-Radaufhängung zum Einsatz.
|                                            | 1.5                   | 1.5T                             | 1.5T                             |
| ------------------------------------------ | --------------------- | -------------------------------- | -------------------------------- |
| Bauzeitraum                                | seit 08/2025          | 11/2022–08/2025                  | seit 08/2025                     |
| Motorkenndaten                             |                       |                                  |                                  |
| Motortyp                                   | R4-Ottomotor          | R4-Ottomotor                     | R4-Ottomotor                     |
| Motoraufladung                             | —                     | Turbolader                       | Turbolader                       |
| Hubraum                                    | 1494 cm³              | 1494 cm³                         | 1494 cm³                         |
| max. Leistung bei min−1                    | 81 kW (110 PS) / 6000 | 138 kW (188 PS) / 5500           | 141 kW (192 PS) / 5500           |
| max. Drehmoment bei min−1                  | 152 Nm / 4000         | 300 Nm / 1600–4100               | 310 Nm / 1500–4000               |
| Kraftübertragung                           |                       |                                  |                                  |
| Antrieb                                    | Vorderradantrieb      | Vorderradantrieb                 | Vorderradantrieb                 |
| Getriebe                                   | 5-Gang-Schaltgetriebe | 7-Stufen-Doppelkupplungsgetriebe | 7-Stufen-Doppelkupplungsgetriebe |
| Messwerte                                  |                       |                                  |                                  |
| Höchstgeschwindigkeit                      | 160 km/h              | 205 km/h                         | 205 km/h                         |
| Beschleunigung, 0–100 km/h                 | 14,2 s                | 7,5 s                            | 7,5 s                            |
| Kraftstoffverbrauch auf 100 km, kombiniert | 6,8 l Super           | 6,2–6,5 l Super                  | 7,0 l Super                      |
| Tankinhalt                                 | 51 l                  | 51 l                             | 51 l                             |
| Abgasnorm                                  | China VI              | China VI                         | China VI                         |